# 多気山
多気山（たげさん、多氣山）は栃木県宇都宮市にある山。標高は376.9m。山腹に多気不動尊が鎮座し、山域全体に山城多気城の遺構が残る。栃木百名山、大谷七名山に選定されている。

## 概要
多気山は、栃木県宇都宮市の北西郊外にある標高376.9mの低山である。山腹には多気不動尊（多氣山不動寺持宝院/真言宗智山派）が鎮座する霊山、下野の霊場でもあり、また山域一帯は戦国時代に宇都宮氏が出城または居城として使用し、その改易とともに廃城となった山城「多気城」の縄張りで、その遺構が現在も良好に残されている。宇都宮西部地区が現在城山地区と呼ばれるのは、かつて城山であった当山の存在に由来する。多気不動尊の門前は佐宗屋・桃屋茶屋で、現在も数件の茶店（一部宿泊も可能）が軒を連ねる。山頂の御殿平は旧本丸跡で東屋が設けられているほか、ヤシオツツジが群生し、開花期である毎年5-6月には花見を兼ねたハイカーで賑わう。
付近は古賀志山とともに宇都宮県立自然公園の指定区域内となっている。

## 山名
多気山の山名は「タケ」（岳、嶽、嵩）の濁音化、語源は動詞「タケル」（長ける）で高所、高山のこと、云われている。また、霊気を多く発している山として名付けられたともされている。

## 登山
多気山東山麓の参道口から山頂にかけては、登山道（一部は多気不動尊の参道）が設けられている。この参道口の平坦部には多気不動尊参拝者用の駐車場が設けられている。公共交通機関については、関東バス大谷立岩線の「立岩入口」が最寄バス停で、国の名勝指定の大谷奇岩群観光を兼ねて散策しても同バス停から参道口まで徒歩10分程度である。
現在の参道口の南側にはかつての多気不動尊の参道口山門があり、かつてはここから不動尊まで参道が続いていた。現在は廃道となり山門と当時寄進された石灯篭などが残されている。新参道の登山口には朱塗りの金属製山門が設けられている。
この多気不動尊の新参道は舗装されており、途中、多気城跡の枝道を分ける。山腹部には宇都宮市の市営駐車場があり、多気不動尊は宇都宮市の市営駐車場からすぐである。茶屋から山頂にかけては未舗装の細い登山道がありハイキングコースとなっている。登山道は多気不動尊境内からも分岐しており、途中で宇都宮市の市営駐車場から伸びる登山道と合流する。茶屋から山頂までの所要時間は上りが30分程度、下りは15-20分程度で、全体的に平坦な林の中を行く山道であり、小さな子供連れでも登山できるコースである。
山一帯が広葉樹林や針葉樹林の高木に覆われるが、近年、山頂部分の木々を伐採したため宇都宮市を一望でき、東側筑波山や、天気が良いときは東京スカイツリーなどが見られる。多気不動尊参道の茶屋付近には北側に開けた展望台があり、半蔵山、篠井富屋連峰や宇都宮丘陵の北端が見晴らせるほか、多気不動尊の御札御守授与所の裏手からは宇都宮丘陵南端部から先、宇都宮市街地も遠望できる。

## 参考資料
1. ↑  “多気山【栃木百名山】【大谷七名山】”.   宇都宮観光コンベンション協会. 2021年5月15日閲覧。